# فرانتس فرديناند أرشيدوق النمسا
أرشيدوق النمسا-إستي فرانتس فرديناند كارل لودفيغ يوزيف ماريا (بالألمانية: Erzherzog Franz Ferdinand Carl Ludwig Joseph Maria von Österreich-Este) (18 ديسمبر 1863 - 28 يونيو 1914)، الوريث المفترض لعرش الإمبراطورية النمساوية المجرية، كان اغتياله في سراييفو على يد الصربي غافريلو برينسيب هو ما أشعل فتيل الحرب العالمية الأولى، إذ أعلنت الإمبراطورية النمساوية المجرية الحرب على مملكة صربيا وبهذا تخندق حلفاء الطرفين وبدأت الحرب.
ولد في غراتس في النمسا، وهو الابن الأكبر للدوق كارل لودفيغ. عندما كان في الثانية عشرة من العمر تولى الحكم من بعد ابن عمه الدوق فرانشيسكو الخامس، دوق مودينا وبذلك أصبح فرانتس فرديناند واحدًا من أغنى الرجال في النمسا.

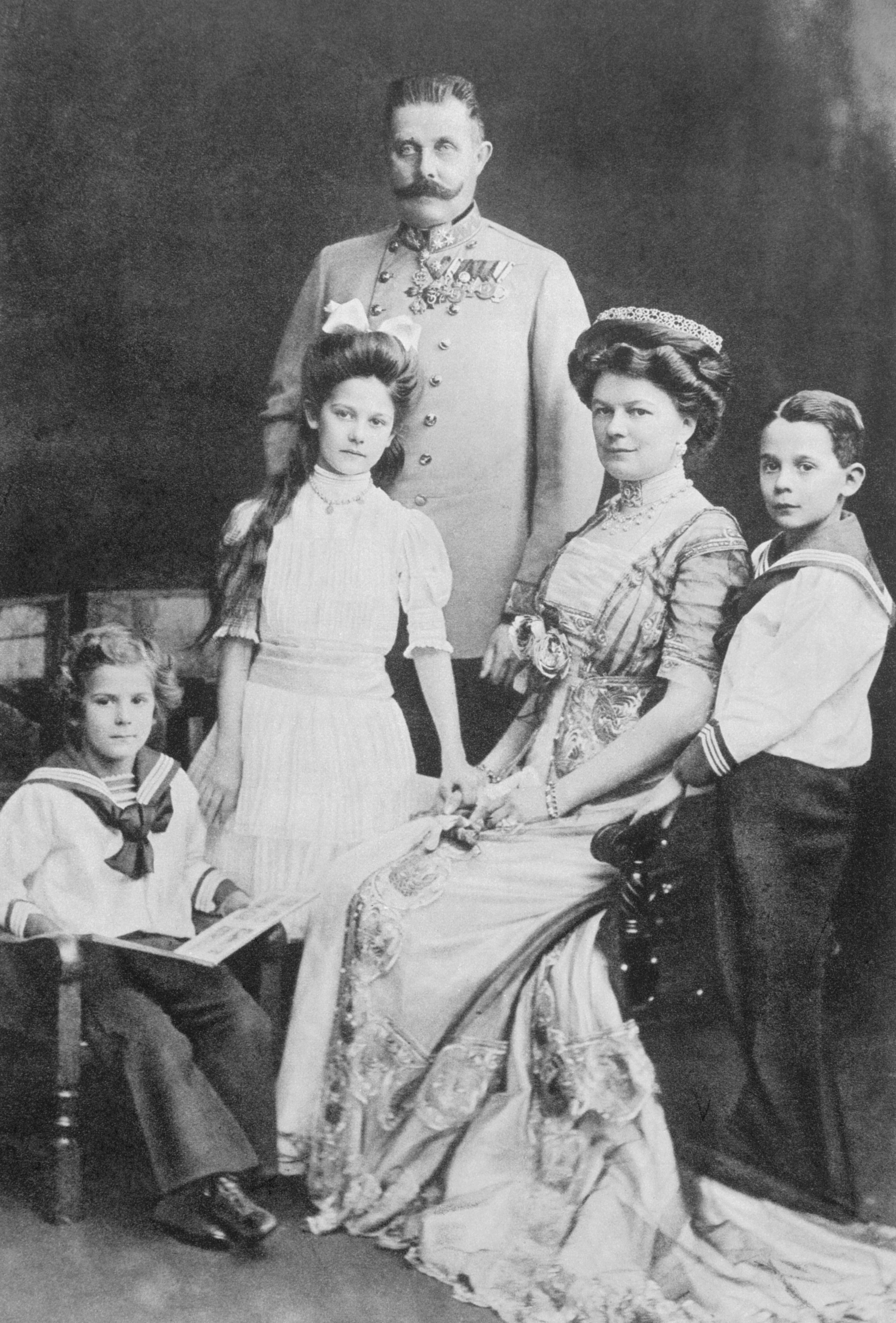
الأرشيدوق فرانتس مع زوجته صوفي وأولادهم سنة 1910.

في عام 1914 م، كانت الإمبراطورية النمساوية المجرية (متعددة الجنسيات) مهيأة للانفجار، فطبقة النبلاء أصرت على عدم الاهتمام بالفقراء، وبالتالي بدأت طبقة العمال الاشتراكية بالصعود. اما الطبقة الحاكمة فكانت مجرد أقلية على رأسها الإمبراطور العجوز فرانتس يوزف من أسرة هابسبورغ، وهذه الأقلية تحكم العديد من الأعراق: الكروات والسلوفينيين والبوسنة والصرب، دون أن تهتم أو أن تتفهم أوضاعهم.
في 28 يونيو 1914 اغتيل فرانتس فرديناند وزوجته في سراييفو على يد غافريلو برينسيب البالغ من العمر 19 عامًا وهو عضو في حركة البوسنة الشابة الثورية. تسبب اغتيال فرانتس فرديناند إلى أزمة يوليو وإلى إعلان كل من النمسا والمجر الحرب ضد صربيا مما نجم عنه إلى سلسلة من الأحداث التي أدت في النهاية إلى إعلان حلفاء النمسا والمجر وحلفاء صربيا الحرب على بعضهم البعض وإلى اندلاع الحرب العالمية الأولى.

## حياته
وُلِد فرانتس فرديناند في غراتس بالنمسا، وكان الابن الأكبر الأرشيدوق كارل لودفيغ النمساوي (الشقيق الأصغر لفرانتس يوزف وماكسيميليان) من زوجته الثانية الأميرة ماريا أنونزياتا دي بوربون-الصقليتين. في عام 1875 عندما كان عمره أحد عشر عامًا توفي ابن عمه فرانشيسكو الخامس دوق مودينا، وسمي فرانتس فرديناند وريثه بشرط أن يضيف اسم «إستي» إلى اسمه. وهكذا أصبح فرانتس فرديناند أحد أغنى الرجال في النمسا.

## زواجه
كسر الأرشيدوق قواعد السلوك في البلاط الإمبراطوري عندما قرر الزواج من الكونتيسة التشيكية صوفي شوتيك التي اعتبرت في مستوى غير متكافئ مع عائلة هابسبورغ، ما حدا بالعائلة إلى تخييره بين العرش والزواج، ومع إصراره على الاثنين ارتبط بها بزواج مرغنطي يترتب عليه عدم مرور ألقابه الملكية إلى أولادهما ومنعهم من ترقي العرش في المستقبل. ولمعرفته بعدم إمكانية دفن زوجته في مدافن العائلة المالكة في المستقبل أعد فرانتس فرديناند له ولزوجته قبراً في قصره في أرتشتيتن غرب فيينا.

## اهتمامه
ركز الأرشيدوق اهتمامه على النواحي العسكرية، وفي عام 1913 م جعل من نفسه المفتش العام للقوات المسلحة، وقد رأى أعداؤه أن الخطوة تأكيد على أن سيتملك القوة والسلطة لتدمير أية خطوة إصلاحية، ولفرض الحكم المركزي تحت سلطته في فيينا.
إضافة إلى تلك الصفات، كان الأرشيدوق يرى في الأفكار الديمقراطية وحق التعبير للأقليات شيئا مدمرا بالنسبة للإمبراطورية، وهكذا تحولت الكراهية إلى غضب عارم، وخاصة في أوساط الصرب ضمن الإمبراطورية النمساوية والمجرية الذين حلموا بالانضمام إلى دولة صربيا الجنوبية المستقلة.

## الشخصية
وصف المؤرخ الألماني مايكل فرويند فرانتس فرديناند بأنه «رجل لدية قدر من الطاقة لا روح فيه، قاتم في مظهره وعاطفته، ويشع بهالة من الغرابة ويلقي ظلالا من العنف والتهور... شخصية حقيقية وسط تفاهة غريبة التي ميزت المجتمع النمساوي في هذا الوقت.» كما يصفه أحد مادحيه كارل كراوس في بعض الأحيان، «إنه لم يكن واحدا من الذين سوف يحييكم;... وقال أنه يرى أنه لا إكراه في الوصول للمنطقة غير المستكشفة التي يراها أهل فيينا استدعاء لقلوبهم.» علاقاته مع الإمبراطور فرانتس يوزف كانت متوترة; أشار الخادم الشخصي للإمبراطور في مذكراته أن «الرعد والبرق كانا يحتدمان دائما عندما كان في مناقشاتهم.» التعليقات والأوامر التي كتبها وريث العرش كما كتبت في الهامش في وثائق اللجنة المركزية الإمبراطورية للحفاظ على التراث المعماري (حيث كان حاميا) تكشف ما يمكن وصفه بأنها «نزعة محافظة صفراوية.» قدم المؤرخ الإيطالي ليو فالياني الوصف التالي..
كان فرانتس فرديناند ولعا بالصيد بصورة مفرطة حتى بمعايير النبالة الأوروبية آنذاك، إذ أشار في مذكراته أنه قتل ما يقدر بـ 300,000 من الطرائد، منها 5,000 غزال، وعرض في قلعته في كونوبسته في بوهيميا حوالي الـ100.000 من المحنطات، إلى جانب تحف أثرية متعددة كانت مولعا بجمعها أيضا.

## آراؤه السياسية
كانت آراء فرانتس فرديناند محافظة في ما يتعلق بالسياسة والمجتمع وتميل إلى الملكية شبه المطلقة وحكم طبقة النبلاء، ونظرته إلى المجتمع طبقية أرستقراطية، فاعتبر محاولة التقرب إلى «العوام» ضعفا، وأظهر في مراسلاته الشخصية حنينا إلى أيام الملكية المطلقة وحكم الإقطاع، عارض إعطاء حق الاقتراع العام في صيغته المتساوية وضغط من أجل إسقاط حكومة ماكس فون بيك التي كانت أول وليدة أول اقتراع عام ومتساوي عام 1906، ونجح في إسقاطها بأصوات الإقطاع والمسيحيين الاجتماعيين عام 1908.
«يجب أن يعتمد الحاكم بالدرجة الأولى على النبلاء المناسبين، وإن كانت أيام الإقطاع والملكية المطلقة قد ولّت للأسف [وضع فرانتس فرديناند خطا تحت كلمة للأسف]، فإن النبلاء وعلى رأسهم القيصر يجب أن يلعبوا الدور الأول وأن يكونوا في الصف الأول في تقرير شؤون المملكة. وهكذا لن ترجع حكومات غاوتش وكوربر وبيك السيئة التي تهز الملكية من أسسها»

فرانتس فرديناند في رسالة إلى صديقه الغراف أوتوكار فون تسيرنين في حزيران/يونيه 1910
اعتبر فرانتس فرديناند الجيش القوة الوحيدة القادرة على لم شمل الإمبراطورية، ولكنه وعلى عكس القيصر فرانتس يوزف كان يؤيد تسوية سياسية مع القوميات السلافية من أجل الحفاظ مستقبلا على الإمبراطورية لتصبح دولة متعددة القوميات بحقوق متساوية، بدلا من الدولة الثنائية النمساوية-الهنغارية، وهذا ما رفضه القيصر وحكام هنغاريا الذان تقاسما السيطرة على الأجزاء السلافية من الإمبراطورية اعتبر فرانتس فرديناند الحرب مع صربيا مفتاحا لمواجهة عسكرية مع روسيا وحربا سيكون وبالها انتهاء دولة هابسبورغ، فعارض عام 1908 قرار القيصر ضم البوسنة والهرسك رسميا ومال إلى تسوية مع الصرب وصلح وتحالف مع روسيا ووقف معارضا لأي تصعيد عسكري في الشرق والجنوب. موقف فرانتس فرديناند من التسوية السياسية مع السلاف في دولة هابسبورغ تعارض أيضا مع الطموحات الصربية بدولة قومية سلافية وكان من العوامل التي أدت إلى اغتياله على يد القوميين الصرب.

## اغتياله

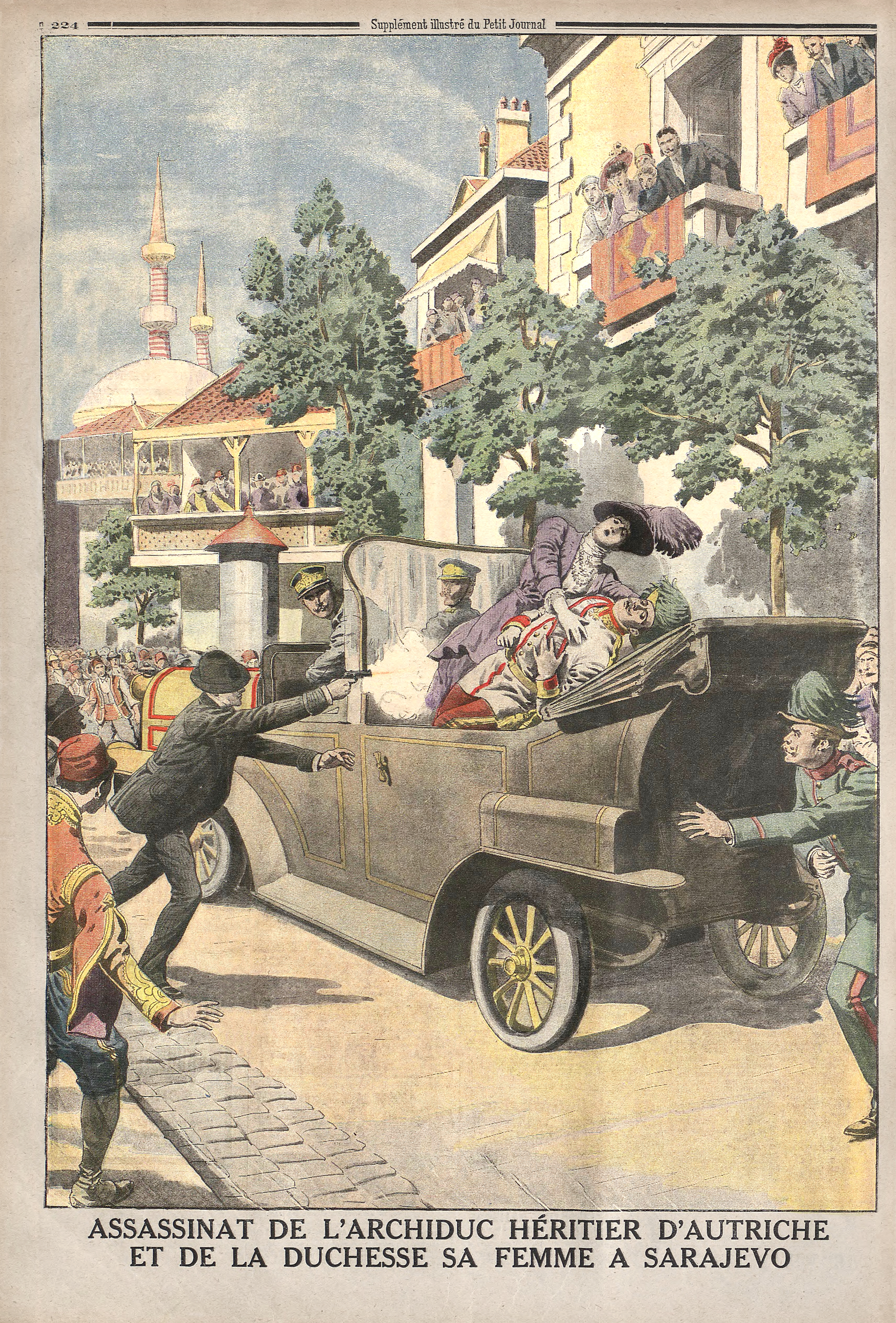
غافريلو برينسيب يطلق النار على الأرشيدوق وزوجته في إحدى شوارع سراييفو.

في يوم الأحد 28 يونيو 1914 حوالي الساعة 10:45 صباحًا اغتيل فرانتس فرديناند وزوجته في سراييفو عاصمة مقاطعة البوسنة والهرسك النمساوية المجرية. كان الجاني هو غافريلو برينسيب يبلغ من العمر 19 عامًا، وهو عضو في حركة البوسنة الشابة وفرد من مجموعة من القتلة الذين نظمهم وسلحهم تنظيم اليد السوداء.
في وقت سابق من ذلك اليوم هاجم نديليكو أبرينوفي (وهو عضو آخر في حركة البوسنة الشابة) الزوجين، وألقى بقنبلة يدوية على سيارتهما. إلا أن القنبلة انفجرت خلف السيارة، مما أدى إلى إصابة ركاب السيارة التالية. عندما وصل فرانتس إلى قصر الحاكم صرخ غاضبًا: «هكذا ترحب بضيوفك - بالقنابل!»

بعد فترة راحة قصيرة في منزل الحاكم، أصر الزوجان الملكيان على زيارة كل من أصيب بانفجار القنبلة في المستشفى المحلي. ومع ذلك لم يتلقى أي من السائقين معلومات بأن الزوجان قد غيرا خط سير الرحلة، وعندما علموا بذلك كان عليهم الالتفاف والعودة، وبسبب تراجع السيارات الأخرى في الشارع ودخولها إلى شارع جانبي فقد تشكل طابور من السيارات.

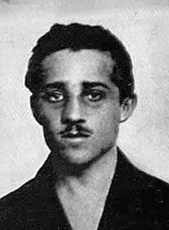
القاتل غافريلو برينسيب.

في ذلك الوقت كان برينسيب يجلس في مقهى مطل على الشارع، فانتهز فرصته على الفور وسار عبر الشارع وأطلق النار على الزوجين الملكيين. أطلق النار أولاً على صوفي في بطنها ثم أطلق النار على فرانتس فرديناند في رقبته. انحنى فرانتس على زوجته الباكية وكان لا يزال على قيد الحياة عندما وصل المارة لتقديم المساعدة، كانت آخر كلماته لصوفي: لا تموت حبيبي عيشي من أجل أطفالنا.

كان السلاح الذي استخدمه برينسيب هو مسدس من طراز FN موديل 1910 بحجم الجيب مزود برصاصات من عيار 9 ملم قدمه له دراغوتين ديميتريجيفيتش [الإنجليزية]
 وهو عقيد في الجيش الصربي وعضو في تنظيم اليد السوداء. حاول مساعدو الأرشيدوق فك معطفه لكنهم كانوا بحاجة إلى مقص لتمزيقه نظرًا لطريقة خياطة طية صدر السترة الخارجية في الجزء الأمامي الداخلي من السترة والتي كان الغرض منها هو تحسين مظهر الأرشيدوق العام. وسواء كان ذلك نتيجة لهذا العثرة أم لا فلم يكن بالإمكان معالجة جروح الأرشيدوق في الوقت المناسب ومات في غضون دقائق بينما توفيت صوفي وهي في طريقها إلى المستشفى.

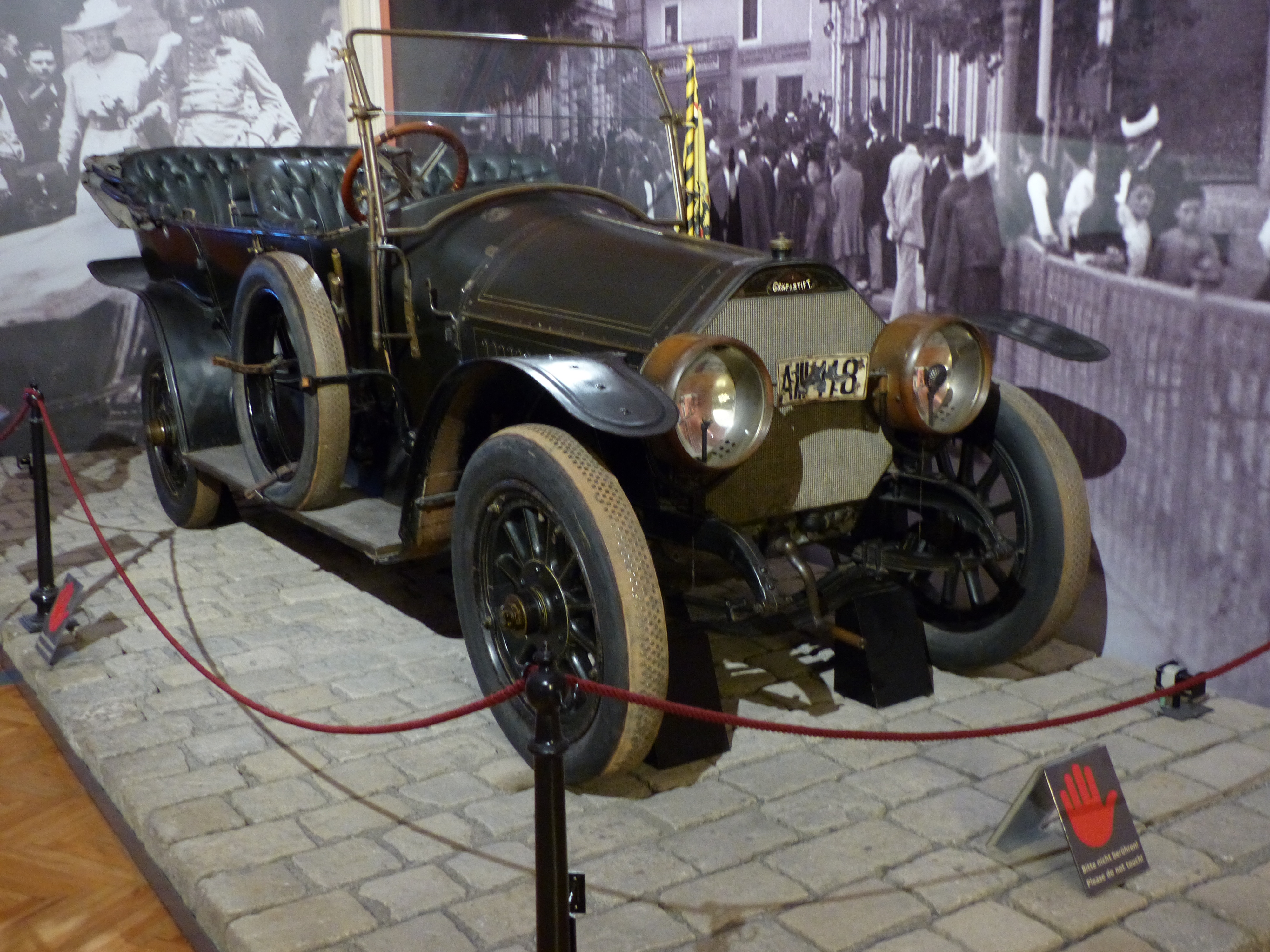
السيارة التي اغتيل فيها فرانتس فرديناند في ساراييفو - متحف التاريخ العسكري، فيينا

ذكر الكاتب والمؤرخ يواكيم ريماك تفاصيل عملية الاغتيال في كتابه (سراييفو) كما يلي:
| فرانتس فرديناند أرشيدوق النمسا | اخترقت رصاصة عنق فرانتس فرديناند بينما اخترقت الأخرى بطن صوفي، أثناء رجوع السيارة إلى الوراء (للعودة إلى مقر الحاكم لأن المرافقين اعتقدوا أن الزوجين الإمبراطوريين لم يصابا بأذى) كان هناك خط دم رفيع خرج من فم أرشيدوق على خد الكونت هاراش الأيمن (كان يقف على مسند القدم المجاور للباب ). أخرج هاراش منديلًا ليوقف تدفق الدم، ولما رأت الدوقة ذلك قالت: "بحق السماء! ماذا حدث لك؟" ووقعت من على كرسيها وسقط وجهها بين ركبتي زوجها. | فرانتس فرديناند أرشيدوق النمسا |

ساهمت الاغتيالات إلى جانب سباق التسلح والقومية والإمبريالية والنزعة العسكرية للإمبراطورية الألمانية ونظام التحالف في نشوب الحرب العالمية الأولى التي بدأت بعد شهر من وفاة فرانتس فرديناند بإعلان النمسا والمجر الحرب ضد صربيا. يعتبر اغتيال فرديناند السبب المباشر للحرب العالمية الأولى. دُفن فرانتس فرديناند وزوجته صوفي في قلعة أرتشتيتن في النمسا. بعد وفاته أصبح الأرشيدوق كارل الوريث المفترض لعرش لنمسا والمجر.

## محاكمة القاتل

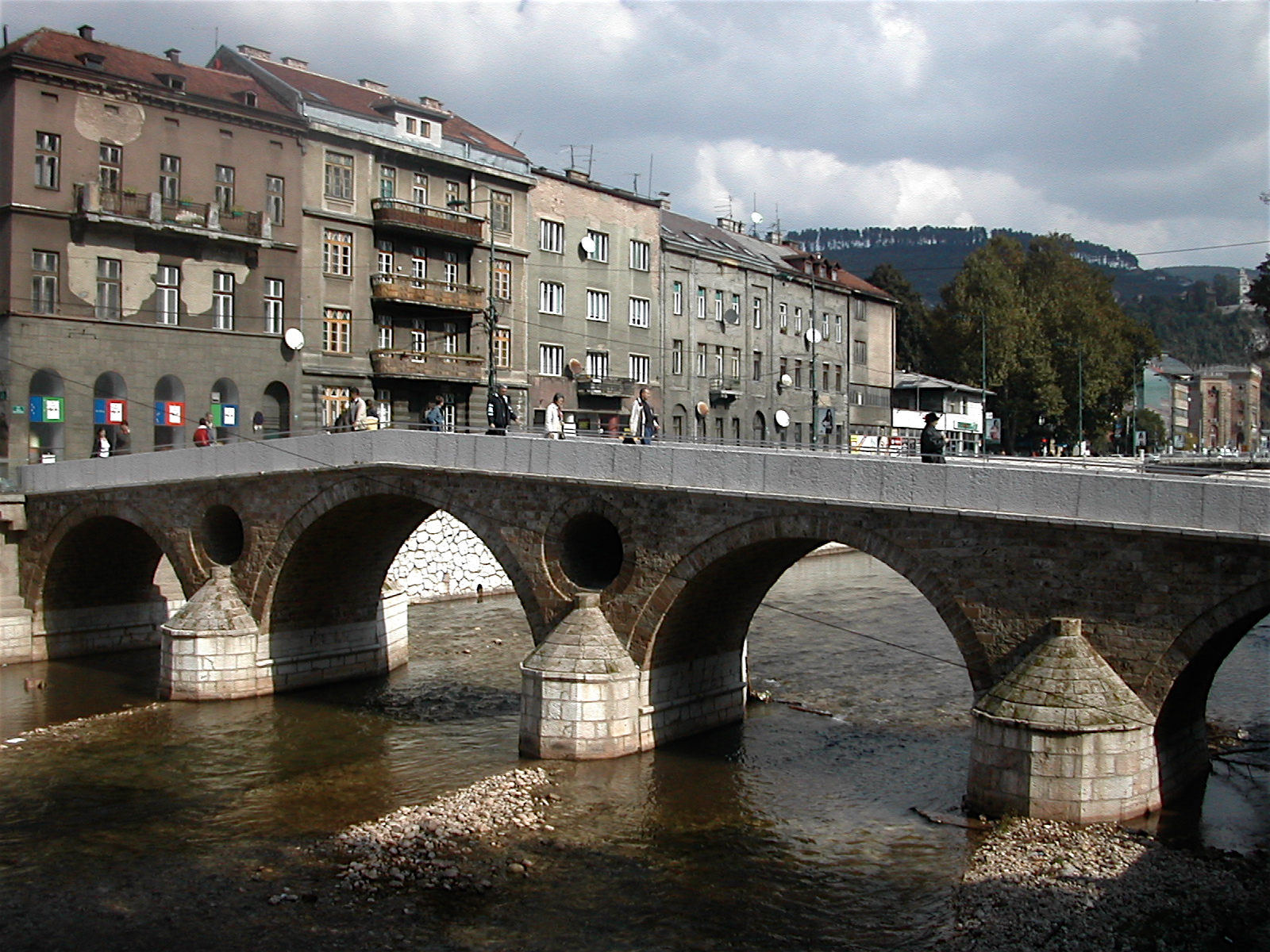
الجسر وهو المكان التي تعرض الأرشيدوق إلى إطلاق النار في سراييفو.

اعتقل برينسيب وباقي من خططوا لعملية الاغتيال، وتعرضوا للضرب. في المحكمة، تقرر إعدام المتآمرين البالغين سن الرشد، لكن برينسيب كان في التاسعة عشرة من عمره ولم يبلغ سن الرشد الرسمي وقتها (20) حكم عليه بالسجن مدة 20 سنة مع الأشغال الشاقة، وأودع مع آخرين سجن تيريزين حيث سجن تحت ظروف سيئة، وساءت حالته الصحية في مطلع العام 1916 وبترت إحدى ذراعيه، وتوفي بالسلّ في 28 نيسان/أبريل من نفس العام. على جدار زنزانة برينسيب عثر على العبارة التالية: «ستظل أشباحنا تنسلّ في فيينا وتتهامس في القصور والسادة يرتجفون»
ضبط الجميع أعصابهم بعد حادث الاغتيال مباشرة، سواء في البوسنة أو في الإمبراطورية النمساوية المجرية، أو في أوروبا كلها.

## دفنهما
بسبب الإشكالات الطبقية المتعلقة بزواجه والتي منعت دفن زوجته في مقابر العائلة المالكة، دفن فرانتس فرديناند وزوجته في جنازة صغيرة في القبر الذي أعده في قصره في قلعة أرتشتيتن غرب فيينا.

## عواقب اغتيال الأرشيدوق المباشرة

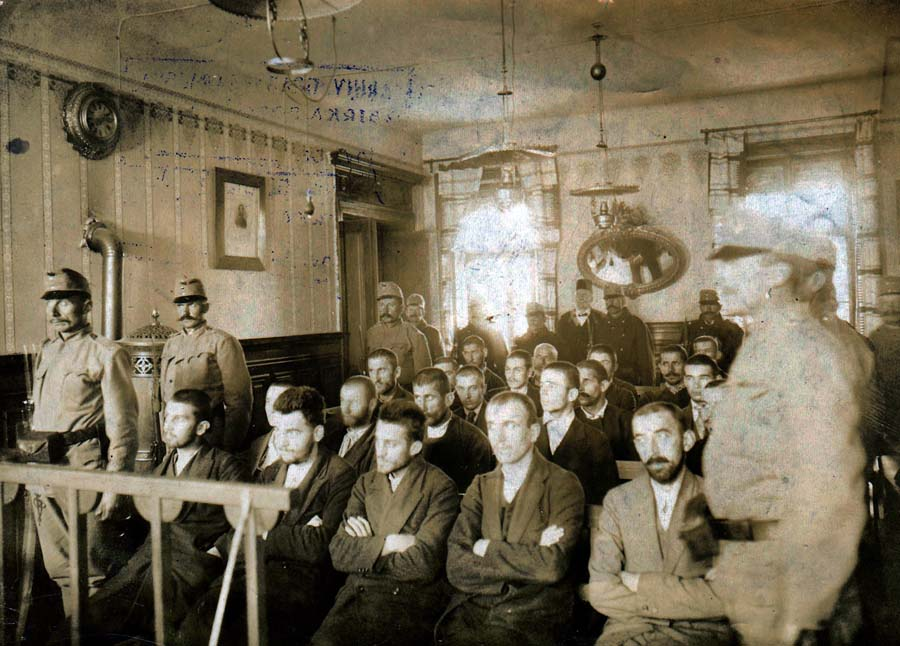
محاكمة غافريلو برينسيب في سراييفو في 5 ديسمبر سنة 1914م.

للأسف تطورت الأمور بعد ذلك، وظهر اتهام يقول أن الصرب متورطون في التخطيط لعملية الاغتيال.. وبدأت الأشياء تطفو إلى السطح. لقد تبين أن أسلحة تنفيذ الاغتيال أخذت من مستودعات الجيش الصربي، وانتشرت شائعة تقول إن رئاسة الوزراء الصربية علمت بالمؤامرة، ولم تفعل شيئا لمنع عملية الاغتيال. 

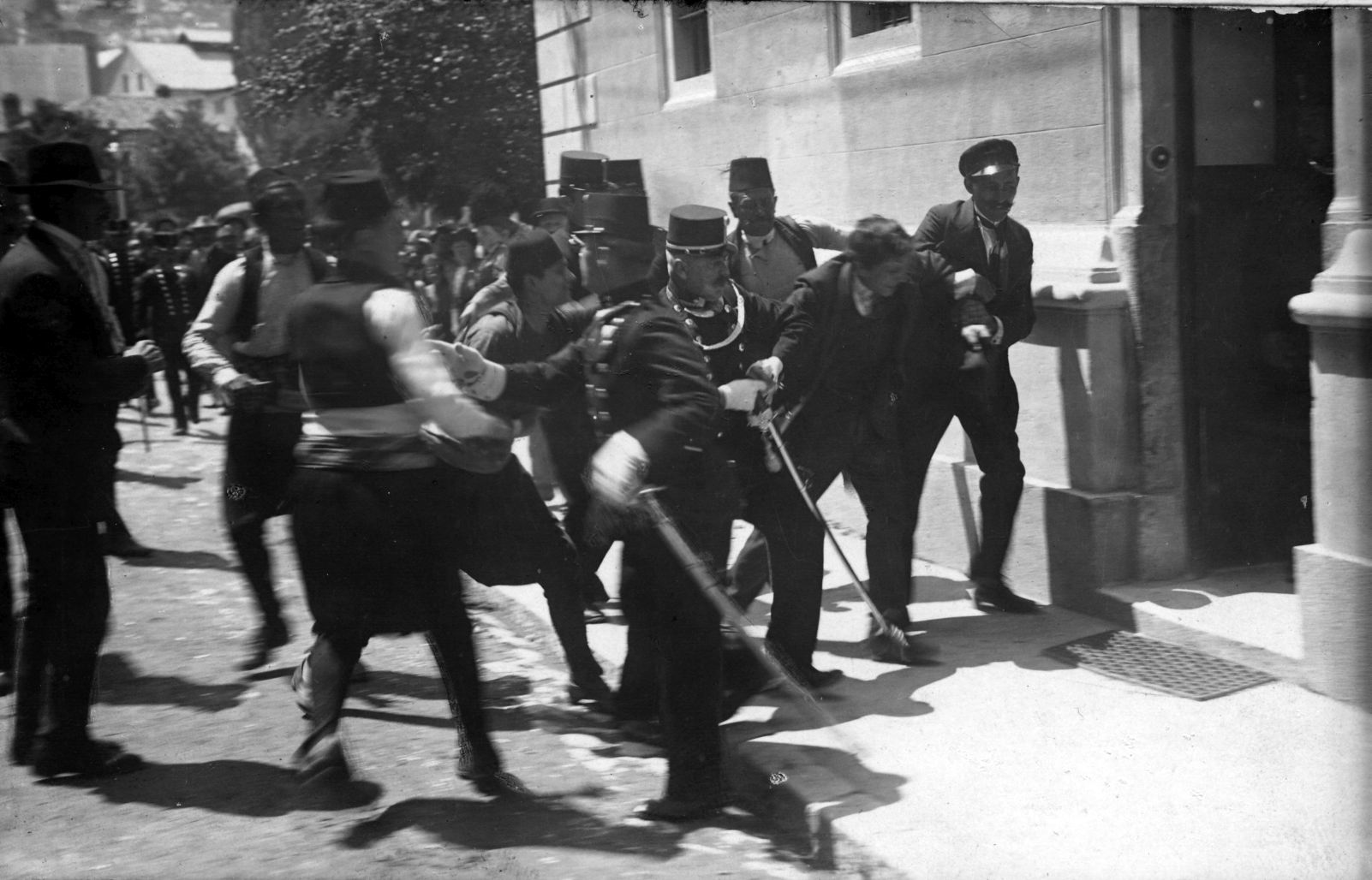
القبض على قاتل الأرشيدوق في سراييفو عام 1914م.

عند هذه المرحلة، اتصل الإمبراطور فرانتس بحليفه القيصر الألماني فيلهلم الثاني، وشكّل البلدان حلفا لمقاتلة الصرب انتقاما لحادث الاغتيال.

هنا تحركت روسيا التي تنتمي إلى العرق السلافي (تماما مثل الصرب)، ودخلت في تحالف مع بريطانيا وفرنسا وإيطاليا.

طالب التحالف الألماني النمساوي بنزع سلاح عصابة القبضة السوداء، ووقف الحملة الدعائية الصربية الموجهة ضد النمسا، والسماح للشرطة النمساوية بالتحقيق في عملية الاغتيال، وإيقاف عمليات تهريب السلاح.
* وفي يوم 28 من شهر يوليو سنة 1914م، أعلنت الإمبراطورية النمساوية المجرية الحرب ضد صربيا.

وفي يوم 1 من شهر أغسطس سنة 1914م، أعلنت ألمانيا الحرب.

وفي يوم 4 من شهر أغسطس سنة 1914م أعلنت بريطانيا الحرب ضد ألمانيا... وفي نهاية الشهر صارت الحرب العالمية الأولى أمرا قائما...

انتهت الحرب العالمية الأولى سنة 1918م، ووصل عدد القتلى إلى 10 ملايين شخص، وانتهت إمبراطورية آل هابسبورغ، وتشكلت دولة يوغوسلافيا، وعقدت معاهدة فرساي التي فرضت على ألمانيا المهزومة شروطا إذلالية مما أدى إلى اندلاع الحرب العالمية الثانية عام 1939م. 

وعندما انتهت الحرب الباردة بين الكتلة الغربية والكتلة الشرقية عام 1991م، تجزأت يوغسلافيا إلى ست دول مستقلة، (صربيا، كرواتيا، سلوفينيا، البوسنة والهرسك، الجبل الأسود، وجمهورية مقدونيا).

بعد ذلك مباشرة، دخلت صربيا حربا ضد كرواتيا. ثم اتفق الجميع على سحق دولة البوسنة والهرسك التي تضم السكان المسلمين.. وعلى مدى الشهور، تعرض المسلمون لعمليات إبادة جماعية.

لم يكن ماثلا في تصور غافريلو برينسيب أن الطلقتين اللتين خرجتا من مسدسه ستولدان موت الملايين، فقد رأى أمامه الأرشيدوق فقط.. ولكن العملية صارت مثل لعبة الدومينو.. ومنذ ذلك اليوم تغير العالم كله.

## روابط خارجية
- فرانتس فرديناند أرشيدوق النمسا على موقع IMDb (الإنجليزية)
- فرانتس فرديناند أرشيدوق النمسا على موقع الموسوعة البريطانية (الإنجليزية)
- فرانتس فرديناند أرشيدوق النمسا على موقع الموسوعة البريطانية (الإنجليزية)
- فرانتس فرديناند أرشيدوق النمسا على موقع إن إن دي بي (الإنجليزية)
- فرانتس فرديناند أرشيدوق النمسا على موقع قاعدة بيانات الفيلم (الإنجليزية)